# Derrick Sherwin Bailey
Derrick Sherwin Bailey (30 de junho de 1910 – 9 de fevereiro de 1984) foi um teólogo do Cristianismo, um historiador inovador, e um membro ativo da Igreja da Inglaterra, igualmente conhecida como Igreja Anglicana. 
Bailey foi o principal autor do livro Homosexuality and the Western Christian Tradition, uma obra de referência pioneira baseada em estudos feitos em conjunto com um pequeno grupo de clérigos anglicanos e de médicos, publicada em 1954, na qual aborda a homossexualidade na tradição cristã do mundo ocidental de forma inédita. 
Com este trabalho, atualmente considerado fundamental na história do Movimento de Liberação Homossexual (ver Movimentos civis LGBT), o teólogo abriu o caminho para a produção do Wolfenden Report de 1957 e para a eventual descriminalização da homossexualidade na Inglaterra e País de Gales uma década depois pelo Parlamento do Reino Unido. 

## Resultados do trabalho de Bailey
As minuciosas pesquisas de Bailey nos livros que formam como um todo a Bíblia, nos escritos do período chamado de intertestamentário (intertestamental period no inglês) que é um período de tempo geralmente estimado ser por volta de quatro séculos, indo desde Malaquias, uns quatrocentos anos antes de Cristo, sendo ele o último profeta do Velho Testamento, ao surgimento de João Batista no primeiro século da Era cristã, ou seja, o início do período tratado pelos livros que formam o Novo Testamento, e também as suas análises dos estatutos e legislações de diferentes imperadores cristãos europeus de diferentes épocas, e finalmente nos anais penitenciários da Europa, somado às suas conclusões finais derivadas destas metódicas, extensivas, e aprofundas inquisições intelectuais, tiveram um efeito concreto notável e durável, principalmente em três esferas distintas: 
1)  Oferecendo novos subsídios à Igreja da Inglaterra na reavaliação de seu posicionamento teológico oficial em relação à homossexualidade. 
2)  Auxiliando indivíduos homossexuais a nível pessoal, notadamente membros da Igreja Anglicana, mas também de outras denominações e tradições cristãs.
3)  Causando mudanças históricas na legislação da Inglaterra e País de Gales.

## Repercussões acadêmicas subsequentes
Eventualmente o trabalho de Bailey foi superado por estudos mais aprofundados em sua área de pesquisa. No entanto, os primeiros grandes trabalhos históricos sobre a história da homossexualidade no mundo ocidental tiveram como base o resultado de suas pesquisas e suas conclusões intelectuais. 
Entre os estudiosos que contribuíram grandemente para o aumento do saber na esfera dos Direitos Humanos e Direitos Civis de pessoas pertencentes à minoria social LGBTs estão as obras de John Boswell, Mark D. Jordan, e William Countryman.

## Críticas a Bailey
O trabalho de Bailey recebeu críticas por ter, efetivamente, exonerado a Igreja Cristã enquanto instituição pela perseguição milenar de homossexuais em seu meio.
Seu posicionamento perpetuando a ideia largamente disseminada de que o lesbianismo não sofreu perseguição no decorrer da história do cristianismo no Ocidente foi desafiado e robustamente desqualificado como um grave equívoco pela Dra. Louis Crompton, professora e pesquisadora de história da Universidade de Nebraska-Lincoln, em The Myth of Lesbian Impunity - Capital Laws from 1270 to 1791, publicado em 1981.